# ليمور قديم
الليمور القديم (الاسم العلمي:‡Archaeolemur) هو جنس منقرض من الحيوانات يتبع الفصيلة الإندرية من رتبة الرئيسيات.